# Josh Hartnett
Josh Hartnett est un acteur et producteur américain, né le 21 juillet 1978 à Saint Paul (Minnesota).

## Biographie

### Jeunesse et formation
Joshua Daniel Hartnett est le fils de Wendy Anne (née Kronstedt) et de Daniel Thomas Hartnett. Son père est d'origine irlandaise (péninsule de Dingle) et allemande, sa mère est d'origine suédoise et norvégienne.
Il a été élevé à Saint Paul dans le Minnesota par son père, un gestionnaire d'immeuble et par sa belle-mère, Molly, artiste.
Il a trois demi-frères et sœurs plus jeunes, du deuxième mariage de son père : Jessica, Jake et Joe. D'éducation catholique, il effectue sa scolarité dans des écoles et lycées religieux.
Enfant, il fait beaucoup de sport, en particulier du football, et n'a pas l'idée de devenir acteur jusqu'à ce qu'une blessure le contraigne d'arrêter ce sport.
Un parent l'encourage à passer une audition pour une production sur scène de Tom Sawyer à la Youth Performance Company et, à la surprise de ce dernier, il est retenu pour interpréter le rôle de Huckleberry Finn.[réf. nécessaire]
À la suite de cette expérience, il se découvre une passion pour le métier d'acteur et décide de poursuivre dans cette voie. Au lycée, il participe à un grand nombre de pièces de théâtre. Il obtient son premier emploi dans un club de vidéo local. Il devient végétarien à l'âge de 12 ans, mais mangera de la viande pendant le tournage du film Le Dahlia noir.
Plus tard, il poursuit ses études à Purchase, dans l'État de New York.
Après avoir terminé ses études secondaires, il effectue un passage à New York pour assister aux cours du conservatoire de théâtre arts et film au collège de SUNY Purchase (en), période qui n'a pas rempli ses espérances.[réf. nécessaire]

### Carrière

#### Débuts et révélation
À l'âge de 19 ans, il s'installe en Californie. Peu de temps après son arrivée à Los Angeles, en avril 1997, il fait ses débuts dans la série télévisée Cracker, dans le rôle de Michael Fitzgerald, diffusée sur ABC, restée inédite en France.
En 1998, il joue dans de petites pièces de théâtre et des publicités télévisées, de portée nationale, avant de décrocher son premier rôle dans un long métrage. Il interprète le fils de Jamie Lee Curtis dans le film Halloween, 20 ans après.
En 1999, en incarnant Zeke Tyler dans le film The Faculty, l'acteur se fait repérer et enchaîne d'autres productions, comme Virgin Suicides (The Virgin Suicides) de Sofia Coppola .
En 2000, il auditionne pour un rôle dans Le Plus Beau des combats mais sa candidature n'est pas retenue.
Entre 1999 et 2002, il est choisi par le magazine People comme « l'une des stars de moins de 21 ans les plus sexy » et « l'une des 50 plus belles personnes du magazine ». Il est également élu « 3e homme le plus sexy » par le magazine Bliss.
Initialement prévu pour jouer le rôle de Tino dans Deuces Wild, il le refuse pour endosser, en 2001, l'uniforme de l'armée américaine dans Pearl Harbor , film de Michael Bay qui le révèle au grand public pour son rôle aux côtés de Ben Affleck et Kate Beckinsale.
Dans La Chute du faucon noir (fin 2001) de Ridley Scott, il côtoie notamment Eric Bana, Jason Isaacs, Tom Sizemore, Ewan McGregor et Tom Hardy.

#### Tête d'affiche

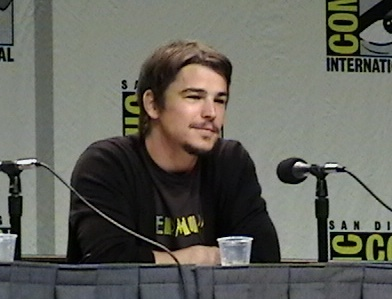
Josh Hartnett au Comic-Con 2007 lors de la promotion du film 30 jours de nuit.

En 2002, il joue le rôle de Iago dans Othello 2003, d'après la pièce de théâtre de William Shakespeare.
Lors d'une interview en 2003, Josh Hartnett révèle qu'au début des années 2000, il a été contacté à plusieurs reprises pour interpréter le rôle de Clark Kent / Superman (film à l'époque dirigé par Brett Ratner), mais il a refusé, ne voulant pas s'engager dans un rôle prévu pour dix ans,. La même année, PETA le nomme « végétarien le plus sexy ».
En 2004, il est fortement pressenti pour incarner le héros principal du film L'Effet papillon mais le rôle est finalement attribué à Ashton Kutcher.
En 2006, il est, dans le thriller dramatique Le Dahlia noir, un détective qui enquête sur le meurtre de l'actrice Elizabeth Ann Short. Josh Hartnett a été approché cinq ans avant que ce film ne soit produit, il était attaché à y participer car le sujet l'intéressait.
Il interprète ensuite un autiste atteint du syndrome d'Asperger dans Crazy in Love (Mozart and the Whale).
Parmi ses rôles en 2007, il participe au film Renaissance d'un champion, où il tient la vedette avec Samuel L. Jackson, et à l'adaptation du Roman graphique 30 jours de nuit, dans lequel il joue le shérif d'une petite ville, film qu'il a décrit « comme surnaturel, mais étant une sorte de western ». Il devait aussi jouer la même année le trompettiste, Chet Baker, dans le film The Prince of Cool, mais, n'étant pas d'accord avec les idées de la production, il abandonne le projet.

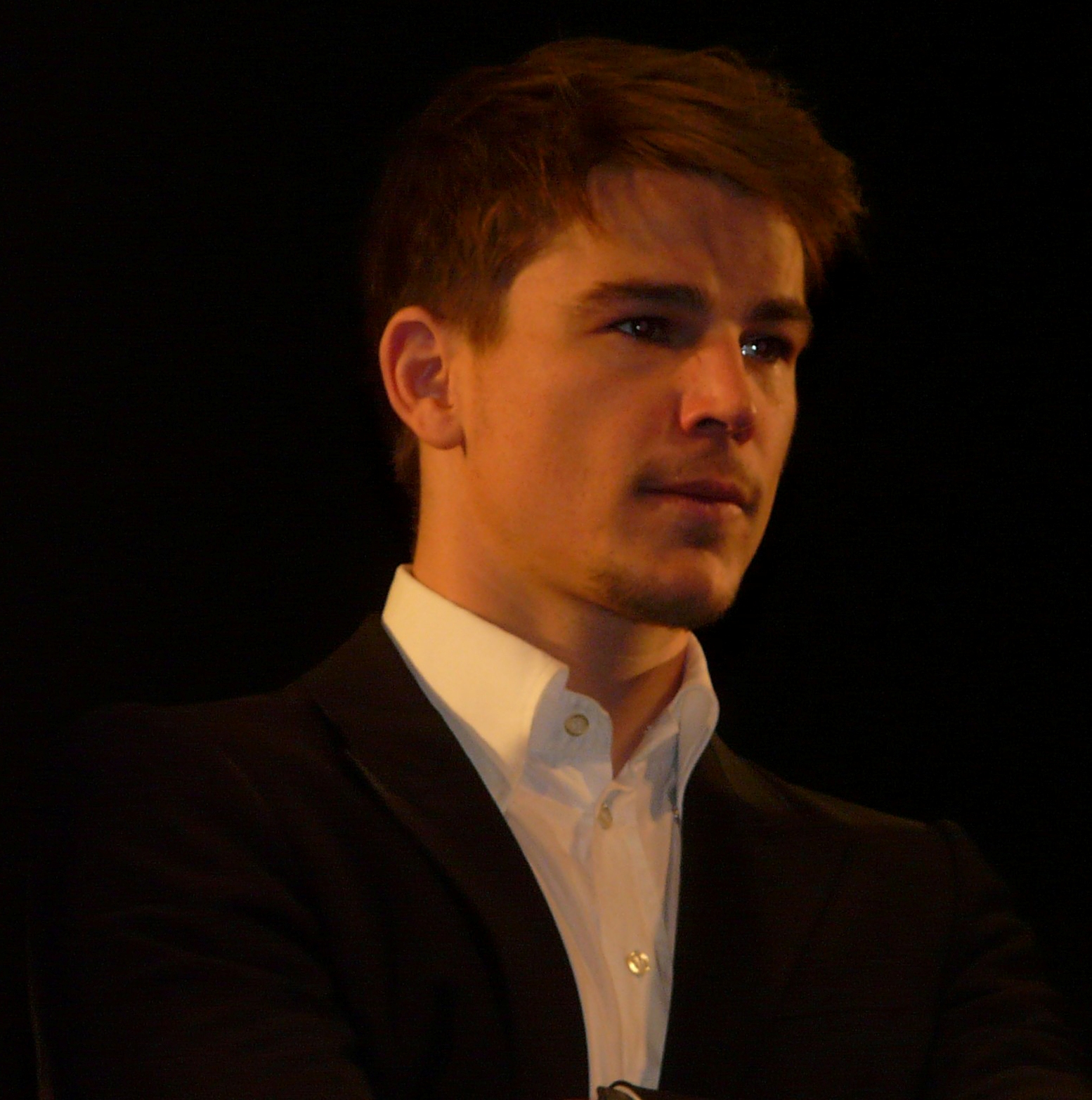
Josh Hartnett en novembre 2008.

En 2008, il interprète Charlie Babbit aux côtés d'Adam Godley dans l'adaptation théâtrale de Rain Man à l'Apollo Theatre de Londres.
Après toutes ses expériences, l'acteur décide de ralentir sa carrière pour se consacrer davantage à sa famille.

#### Cinéma indépendant et télévision

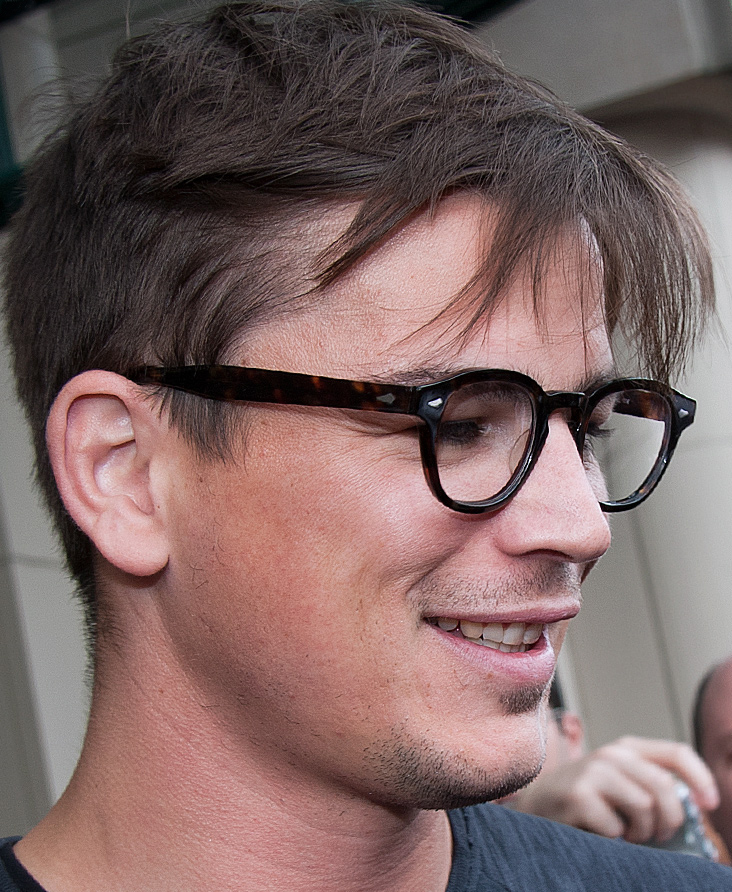
Josh Hartnett au Festival international du film de Toronto 2010.

En 2009, il joue uniquement dans le film Je viens avec la pluie et produit le clip vidéo de la chanson Pursuit of Happiness du rappeur Kid Cudi.
En 2010, il ne participe qu'au film Bunraku où il incarne le rôle du Vagabond aux côtés de Woody Harrelson, Ron Perlman, Demi Moore et Kevin McKidd.
En 2011, il est dans les films indépendants Stuck Between Stations et Girl Walks into a Bar, tous les deux passés inaperçus.
Puis en 2013, Josh Hartnett reprend sa carrière et fait son retour à la télévision dans la série fantastique Penny Dreadful produit par la chaîne Showtime. Il livre une performance saluée par la critique. Dans cette série qui fait apparaître des figures emblématiques de la littérature anglaise tels que Victor Frankenstein et Dorian Gray, il joue aux côtés d'Eva Green et Timothy Dalton. Mais a aussi l'occasion de travailler avec John Logan et Sam Mendes, respectivement le scénariste et réalisateur des deux derniers James Bond, qui officient ici en tant que showrunner et producteur.
La même année sort le film La Prophétie de l'anneau, ayant un tournage chaotique, celui-ci ayant commencé depuis 2008. Il tient le rôle de James / Jay.
Toujours en 2013, il est l'invité d'honneur du Festival international du cinéma indépendant Off Plus Camera.
En 2019, il obtient l'un des premiers rôles de la série Paradise Lost (en) aux côtés de Bridget Regan,. Produit par Paramount, la série raconte l'installation d'une psychiatre, jouée par Bridget Regan et de sa famille, dans la ville natale de son mari (joué par Josh Hartnett). Un déménagement qui va provoquer la révélation de secrets et des bouleversements dans la vie de chacun. L'épisode pilote est réalisé par John Lee Hancock,.

### Vie privée
Entre 2000 et 2011, Josh Hartnett a eu plusieurs relations amoureuses, il a notamment fréquenté Kelly Carlson, Scarlett Johansson, Gisele Bündchen, Abbie Cornish et Sophia Lie.
En 2012, il a une courte relation avec l'actrice Amanda Seyfried.
La même année, il est en couple avec le mannequin Tamsin Egerton. Le couple a une fille, née le 2 décembre 2015. En février 2017, lors de l'after-party des Oscars, le couple annonce attendre son deuxième enfant, ils ont une deuxième fille. Ils accueillent leur troisième fille en 2019.

### Image publique
Son orientation politique est en faveur du parti démocrate puisqu'il a ouvertement soutenu John Kerry et son candidat à la vice-présidence John Edwards lors des élections présidentielles de 2004. Il a ensuite soutenu Barack Obama.
En 2008, il devient l'égérie de la nouvelle campagne d'Emporio Armani, Diamonds for Men. En vedette dans les deux publicités - magazine et télévision - pour le parfum, il devient la première célébrité masculine à représenter Giorgio Armani Beauty.
Il a été présent sur de nombreuses couvertures de magazines, tels que Cosmogirl, Détails, Entertainment Weekly, Girlfriend, Seventeen, Vanity Fair, GQ et V, ainsi que d'autres comme Vogue, Elle, People, Glamour, In Touch Weekly (en) et InStyle (en),.

## Théâtre
- 2008 : Rain Man, Appolo Theatre, Londres : Charlie Babbit
- 2008 : 24 Hour Plays, Old Vic Theatre, Londres : ??

## Filmographie

### Cinéma

#### Longs métrages
- 1998 : Halloween, 20 ans après (Halloween H20: 20 Years Later) de Steve Miner : John Tate
- 1998 : The Faculty de Robert Rodriguez : Zeke Tyler
- 1999 : Virgin Suicides (The Virgin Suicides) de Sofia Coppola : Trip Fontaine
- 2000 : Un été sur Terre (Here on Earth) de Mark Piznarski : Jasper Arnold
- 2001 : Coup de peigne (Blow Dry) de Paddy Breathnach : Brian Allen
- 2001 : Potins mondains et amnésies partielles (Town and Country) de Peter Chelsom : Tom Stoddard
- 2001 : Pearl Harbor de Michael Bay : le capitaine Danny Walker
- 2001 : Othello 2003 (O) de Tim Blake Nelson : Hugo Goulding
- 2001 : La Chute du faucon noir (Black Hawk Down) de Ridley Scott : le sergent Matthew Eversmann
- 2002 : 40 jours et 40 nuits (40 Days and 40 Nights) de Michael Lehmann : Matt Sullivan
- 2003 : Hollywood Homicide de Ron Shelton : l'inspecteur K. C. Calden
- 2004 : Rencontre à Wicker Park (Wicker Park) de Paul McGuigan : Matthew
- 2005 : Sin City de Robert Rodriguez et Frank Miller : le Tueur
- 2005 : Crazy in Love (Mozart and the Whale) de Petter Næss : Donald Morton
- 2005 : Stories of Lost Souls (en)[n 1],[31] par 8 réalisateurs : le voisin (reprend le court métrage The Same)
- 2006 : Slevin (Lucky Number Slevin) de Paul McGuigan : Slevin Kelevra
- 2006 : Le Dahlia noir (The Black Dahlia) de Brian de Palma : Dwight « Bucky » Bleichert
- 2007 : Renaissance d'un champion (Resurrecting the Champ) de Rod Lurie : Erik Kernan
- 2007 : 30 jours de nuit (30 Days of Night) de David Slade : le shérif Eben Oleson
- 2007 : Stories USA[n 2],[32] par 7 réalisateurs : Gianni (reprend le court métrage Member)
- 2008 : August (en) d'Austin Chick : Tom Sterling
- 2009 : Je viens avec la pluie (I Come with the Rain) de Trần Anh Hùng : Kline
- 2010 : Bunraku de Guy Moshe : le Vagabond
- 2011 : Girl Walks into a Bar de Sebastian Gutierrez : Sam Salazar
- 2011 : Stuck Between Stations (en) de Brady Kiernan : Paddy
- 2013 : La Prophétie de l'anneau (The Lovers) de Roland Joffé : James Stewart / Jay Fennel
- 2014 : Parts per Billion (en) de Brian Horiuchi : Len
- 2015 : Wild Horses de Robert Duvall : KC Briggs
- 2017 : Le Lieutenant Ottoman (The Ottoman Lieutenant) de Joseph Ruben : Dr Jude Gresham
- 2017 : Oh Lucy! d'Atsuko Hirayanagi : John
- 2017 : 6 Below: Miracle on the Mountain de Scott Waugh : Éric LeMarque
- 2019 : She's Missing (en) d'Alexandra McGuinness : Ren
- 2019 : Valley of the Gods (en) de Lech Majewski : John Ecas
- 2020 : Inherit the Viper (en) d'Anthony Jerjen : Kip Conley
- 2020 : Suspect numéro un (Target Number One) de Daniel Roby : Victor Malarek
- 2021 : Un homme en colère (Wrath of Man) de Guy Ritchie : Boy Sweat Dave
- 2021 : Ida Red (en) de John Swab : Wyatt Walker
- 2023 : Operation Fortune : Ruse de guerre de Guy Ritchie : Danny Franscesco
- 2023 : Oppenheimer de Christopher Nolan : Ernest Lawrence
- 2024 : Trap de M. Night Shyamalan : Cooper Abbott
- 2025 : Fight or Flight de James Madigan : Lucas Reyes

Prochainement
- 2026 : Verity (en) de Michael Showalter : Jeremy Crawford (en postproduction[33])
- The Long Home de James Franco[33] (en attente d'une date de sortie[33])
- date inconnue : The Last Draw of Jack of Hearts de Guy Moshe[33] (en préproduction[33])

#### Courts métrages
- 1998 : Débutante de Mollie Jones : Bill
- 2001 : Member de David Brooks : Gianni[n 3],[34]
- 2001 : The Same de Mark Palansky : le voisin[n 4],[35]

### Télévision

#### Séries télévisées
- 1997-1999 : Cracker : Michael « Fitz » Fitzgerald (16 épisodes)
- 2008 : T Takes (en) : Josh (web-série, 1 épisode)
- 2014-2016 : Penny Dreadful : Ethan Chandler (27 épisodes)
- 2015 / 2019 : Drunk History : Clark Gable / Joachim Neumann (saison 3, épisode / saison 6, épisode 5)
- 2020 : Paradise Lost (en) : Yates Forsythe (10 épisodes)
- 2020 : Die Hart (en)[n 5],[36] : Josh Hartnett[n 6] (4 épisodes[n 7])
- 2021 : Exterminez toutes ces brutes (Exterminate All The Brutes) : l'Homme blanc (mini-série documentaire en 4 épisodes)
- 2022 : The Fear Index : Dr Alex Hoffman (mini-série en 4 épisodes)
- 2023 : Black Mirror : David Ross (saison 6, épisode 3)
- 2024 : The Bear : Franck (2 épisodes)

### Clips musicaux
- 1999 : Air : Playground Love, musique du film Virgin Suicides
- 2001 : Faith Hill : There You'll Be, musique du film Pearl Harbor
- 2007 : Dixie Chicks : Travelin' Soldier, musique du film Pearl Harbor

### Comme producteur
- 2008 : August (en) d'Austin Chick
- 2009 : Nobody de Rob Perez
- 2009 : Pursuit of Happiness de Kid Cudi

## Distinctions
Sauf indication contraire ou complémentaire, les informations mentionnées dans cette section proviennent de la base de données IMDb.

### Récompenses
- Bravo Otto 2001 : meilleur acteur
- ShoWest Awards 2002 : star de demain (États-Unis)
- Festival international du film de Milan 2006 : meilleur acteur dans Slevin
- GQ Männer des Jahres 2007 : homme de l'année par GQ magazine (Allemagne)
- Century Leaders Awards 2009 (en) : Outstanding Environmentalist (Qatar)
- Whatsonstage Awards Theatregoers' Choice 2009 (en) : The Dewynters London Newcomer of the Year (Royaume-Uni)
- Ischia International Arts Academy Acting Award 2010 : Ischia Global Film and Music Fest (Italie)

### Nominations
- Blockbuster Entertainment Awards 1998 : meilleur espoir masculin dans Halloween, 20 ans après
- Saturn Awards 1998 : meilleur espoir masculin dans The Faculty
- MTV Movie Awards 1999 : meilleure révélation masculine dans Halloween 20 ans après
- Teen Choice Awards 2000 : meilleure révélation masculine dans Un été sur Terre
- Teen Choice Awards 2001 : Meilleur acteur dans Pearl Harbor
- MTV Movie Awards 2002 : meilleure interprétation masculine dans Pearl Harbor
- Phoenix Film Critics Society Award 2002 : meilleure distribution dans La Chute du faucon noir (avec Eric Bana, Ewen Bremner, William Fichtner, Jason Isaacs, Ewan McGregor, Sam Shepard et Tom Sizemore)
- 22e cérémonie des Razzie Awards 2002 : pire couple à l'écran pour Pearl Harbor, nomination partagée avec Ben Affleck et Kate Beckinsale
- Teen Choice Awards 2002 : 
  - meilleur acteur dans un film d'action / aventure dans La Chute du faucon noir
  - plus belle alchimie dans 40 jours et 40 nuits, nomination partagée avec Shannyn Sossamon
- Gold Derby Awards 2006 : meilleure distribution pour Sin City (avec Jessica Alba, Alexis Bledel, Powers Boothe, Rosario Dawson, Benicio del Toro, Michael Clarke Duncan, Carla Gugino, Rutger Hauer, Jaime King, Michael Madsen, Brittany Murphy, Clive Owen, Mickey Rourke, Nick Stahl, Bruce Willis et Elijah Wood)
- Teen Choice Awards 2008 : meilleur acteur dans un film d'horreur / thriller dans 30 jours de nuit
- Festival du film de Sundance 2008 : spectrum pour August (en)
- Festival international du film de Seattle 2008 : Contemporary World Cinema pour August
- Festival du film de Brooklyn 2008 (en) : Narrative Feature Films pour August
- Festival international du film de Karlovy Vary 2008 : Horizons pour August
- Festival international du film d'Oldenbourg 2008 : section internationale pour August
- Festival international du film de Flandre-Gand 2008 : World Cinema pour August
- Festival international du film de Bahamas 2008 (en) : Spirit of Freedom: Dramatic pour August
- Fangoria Chainsaw Award 2015 : meilleur acteur de télévision pour Penny Dreadful
- Fangoria Chainsaw Award 2016 : meilleur acteur de télévision pour Penny Dreadful
- Fangoria Chainsaw Award 2017 : meilleur acteur de télévision pour Penny Dreadful

## Voix francophones
En France, Damien Boisseau est la voix régulière de Josh Hartnett. Adrien Antoine et Rémi Bichet l'ont également doublé respectivement dans quatre films chacun.
Au Québec, Martin Watier est la voix québécoise régulière de l'acteur (dans 13 films).